# 592. grenadirski polk (Wehrmacht)
592. grenadirski polk (izvirno nemško 592. Grenadier-Regiment; kratica 592. GR) je bil pehotni polk Heera v času druge svetovne vojne.

## Zgodovina
Polk je bil ustanovljen 9. marca 1943 v Jütlandu in bil dodeljen 325. pehotni diviziji.